# Ada Colau
Ada Colau i Ballano (ur. 3 marca 1974 w Barcelonie) – hiszpańska i katalońska polityk, samorządowiec i aktywistka społeczna, w latach 2015–2023 alkad Barcelony.

## Życiorys
Kształciła się na wydziale filozoficznym Uniwersytetu Barcelońskiego. Studia porzuciła, podając w oficjalnej biografii, że wynikało to ze złej sytuacji finansowej w jej domu rodzinnym. Pracowała później w różnych zawodach, m.in. w branży komunikacyjnej, przy produkcjach telewizyjnych i jako tłumaczka.
W 2009 była wśród założycieli Plataforma de Afectados por la Hipoteca, organizacji powstałej w trakcie kryzysu finansowego i załamania rynku nieruchomości w Hiszpanii, deklarującej działania przeciwko eksmisjom i na rzecz praw lokatorów. Faktycznie jako rzecznik kierowała tym ruchem do 2014. W tym samym roku została rzecznikiem Barcelona en Comú, lokalnego politycznego ruchu obywatelskiego, współtworzonego przez oddziały różnych ugrupowań lewicowych, komunistycznych i ekologicznych.
W maju 2015 formacja ta uzyskała najwięcej mandatów w radzie miejskiej Barcelony (11 z 41), a w czerwcu tegoż roku głosami radnych Ada Colau została wybrana na burmistrza tego miasta. W czerwcu 2019 utrzymała to stanowisko na kolejną kadencję. W 2023 na tej funkcji zastąpił ją socjalista Jaume Collboni; Ada Colau pozostała członkinią rady miejskiej.